# Eleições legislativas portuguesas de 1881
As eleições legislativas portuguesas de 1881 foram realizadas no dia 21 de agosto.

## Resultados Nacionais
| ↓                   |                      |                      |                               |                     |
| 131                 | 8                    | 7                    | 1                             | 1                   |
| Partido Regenerador | Partido Constituinte | Partido Progressista | Partido Republicano Português | Partido Legitimista |

|       | Partido Regenerador           | 89,3 / 100,0 | 73,8    | 131 / 149 | 110     |       |       |
|       | Partido Constituinte          | 5,4 / 100,0  | 1,4     | 8 / 149   | 2       |       |       |
|       | Partido Progressista          | 4,7 / 100,0  | 73,0    | 7 / 149   | 99      |       |       |
|       | Partido Republicano Português | 1,0 / 100,0  | Estável | 1 / 149   | Estável |       |       |
|       | Partido Legitimista           | 0,1 / 100,0  | 0,1     | 1 / 149   | 1       |       |       |
| Fonte | Fonte                         | Fonte        | [ 1 ]   | [ 1 ]     | [ 1 ]   | [ 1 ] | [ 1 ] |

### Gráfico
| Gráfico dos resultados        | Gráfico dos resultados        | Gráfico dos resultados | Gráfico dos resultados | Gráfico dos resultados |
| ----------------------------- | ----------------------------- | ---------------------- | ---------------------- | ---------------------- |
|                               |                               |                        |                        |                        |
| Partido Regenerador           | Partido Regenerador           |                        | 89%                    | 89%                    |
| Partido Constituinte          | Partido Constituinte          |                        | 5%                     | 5%                     |
| Partido Progressista          | Partido Progressista          |                        | 5%                     | 5%                     |
| Partido Republicano Português | Partido Republicano Português |                        | 1%                     | 1%                     |
| Partido Legitimista           | Partido Legitimista           |                        | 1%                     | 1%                     |

## Resultados por círculo eleitoral
Os resultados por círculo eleitoral foram os seguintes:
| Distrito Eleitoral | Distrito Eleitoral          | Partido | Partido                       | Deputado                                                  | %               |
| ------------------ | --------------------------- | ------- | ----------------------------- | --------------------------------------------------------- | --------------- |
| 1º                 | Monção                      |         | Partido Regenerador           | Francisco Correia de Herédia                              | 60,05 / 100,00  |
| 2º                 | Valença                     |         | Partido Regenerador           | Ilídio Aires Pereira do Vale                              | 80,82 / 100,00  |
| 3º                 | Caminha                     |         | Partido Regenerador           | Miguel Dantas Gonçalves Pereira                           | 99,63 / 100,00  |
| 4º                 | Arcos de Valdevez           |         | Partido Regenerador           | Manuel Bento da Rocha Peixoto                             | 99,88 / 100,00  |
| 5º                 | Ponte de Lima               |         | Partido Regenerador           | Augusto Neves dos Santos Carneiro                         | 99,85 / 100,00  |
| 6º                 | Viana do Castelo            |         | Partido Regenerador           | João Ribeiro dos Santos                                   | 57,92 / 100,00  |
| 7º                 | Esposende                   |         | Partido Regenerador           | José Borges Pacheco Pereira Faria                         | 60,48 / 100,00  |
| 8º                 | Barcelos                    |         | Partido Regenerador           | José de Abreu do Couto Amorim Novais                      | 57,67 / 100,00  |
| 9º                 | Vila Nova de Famalicão      |         | Partido Regenerador           | Adolfo da Cunha Pimentel                                  | 95,68 / 100,00  |
| 10º                | Guimarães                   |         | Partido Regenerador           | Ilídio Aires Pereira do Vale                              | 99,82 / 100,00  |
| 11º                | Braga                       |         | Partido Regenerador           | Aires Frederico de Castro e Solla                         | 95,22 / 100,00  |
| 12º                | Vila Verde                  |         | Partido Regenerador           | João Carlos Rodrigues da Costa                            | 100,00 / 100,00 |
| 13º                | Póvoa de Lanhoso            |         | Partido Regenerador           | Augusto José Pereira Leite                                | 99,79 / 100,00  |
| 14º                | Cabeceiras de Basto         |         | Partido Regenerador           | Guilherme Augusto Pereira de Carvalho e Abreu             | 99,40 / 100,00  |
| 15º                | Fafe                        |         | Partido Regenerador           | António Augusto Ferreira de Melo e Carvalho               | 99,93 / 100,00  |
| 16º                | Celorico de Basto           |         | Partido Regenerador           | António Ribeiro dos Santos Viegas                         | 99,94 / 100,00  |
| 17º                | Montalegre                  |         | Partido Regenerador           | Manuel de Assunção                                        | 96,14 / 100,00  |
| 18º                | Chaves                      |         | Partido Regenerador           | João Gualberto da Fonseca                                 | 90,56 / 100,00  |
| 19º                | Valpaços                    |         | Partido Regenerador           | António Cunha Belém                                       | 99,59 / 100,00  |
| 20º                | Vila Pouca de Aguiar        |         | Partido Regenerador           | António José de Ávila Júnior                              | 88,47 / 100,00  |
| 21º                | Alijó                       |         | Partido Regenerador           | Joaquim Pinto de Magalhães                                | 99,36 / 100,00  |
| 22º                | Sabrosa                     |         | Partido Regenerador           | Luis Adriano de Magalhães e Meneses de Lencastre          | 99,67 / 100,00  |
| 23º                | Vila Real                   |         | Partido Regenerador           | António de Azevedo Castelo Branco                         | 99,58 / 100,00  |
| 24º                | Régua                       |         | Partido Regenerador           | Diogo de Macedo                                           | 100,00 / 100,00 |
| 25º                | Moncorvo                    |         | Partido Regenerador           | Inácio Francisco Silveira da Mota                         | 99,50 / 100,00  |
| 26º                | Mirandela                   |         | Partido Progressista          | Eduardo José Coelho                                       | 57,94 / 100,00  |
| 27º                | Macedo de Cavaleiros        |         | Partido Regenerador           | Firmino João Lopes                                        | 53,54 / 100,00  |
| 28º                | Bragança                    |         | Partido Regenerador           | Augusto Trajano de Oliveira                               | 98,88 / 100,00  |
| 29º                | Mogadouro                   |         | Partido Regenerador           | Luciano Cordeiro                                          | 67,24 / 100,00  |
| 30º                | Vila do Conde               |         | Partido Regenerador           | José Joaquim Figueiredo de Faria                          | 99,63 / 100,00  |
| 31º                | Santo Tirso                 |         | Partido Regenerador           | Martinho da Rocha Guimarães Camões                        | 51,79 / 100,00  |
| 32º                | Felgueiras                  |         | Partido Regenerador           | António Barreto de Almeida Soares de Lencastre            | 100,00 / 100,00 |
| 33º                | Amarante                    |         | Partido Regenerador           | Luís Augusto Palmeirim                                    | 100,00 / 100,00 |
| 34º                | Marco de Canaveses          |         | Partido Regenerador           | Carlos Cândido de Brito Corte Real                        | 54,97 / 100,00  |
| 35º                | Penafiel                    |         | Partido Regenerador           | Manuel Pedro Guedes da Silva Fonseca Meireles de Carvalho | 99,90 / 100,00  |
| 36º                | Paredes                     |         | Partido Regenerador           | José Guilherme Pacheco                                    | 99,76 / 100,00  |
| 37º                | Bouças                      |         | Partido Regenerador           | José Maria de Sousa Monteiro                              | 99,61 / 100,00  |
| 38º                | Porto, 1º                   |         | Partido Regenerador           | Joaquim António Gonçalves                                 | 58,36 / 100,00  |
| 39º                | Porto, 2º                   |         | Partido Regenerador           | Licínio Pinto Leite                                       | 58,78 / 100,00  |
| 40º                | Porto, 3º                   |         | Partido Regenerador           | Francisco José Patrício                                   | 68,39 / 100,00  |
| 41º                | Vila Nova de Gaia           |         | Partido Regenerador           | Lopo Vaz de Sampaio e Melo                                | 98,77 / 100,00  |
| 42º                | Feira                       |         | Partido Regenerador           | António de Castro Pereira Corte Real                      | 99,97 / 100,00  |
| 43º                | Arouca                      |         | Partido Progressista          | Emídio Navarro                                            | 51,90 / 100,00  |
| 44º                | Oliveira de Azeméis         |         | Partido Regenerador           | Ernesto da Costa Sousa Pinto Bastos                       | 53,08 / 100,00  |
| 45º                | Ovar                        |         | Partido Regenerador           | Manuel de Oliveira Arala e Costa                          | 100,00 / 100,00 |
| 46º                | Estarreja                   |         | Partido Regenerador           | José Frederico Pereira da Costa                           | 100,00 / 100,00 |
| 47º                | Águeda                      |         | Partido Progressista          | António Maria de Carvalho                                 | 98,52 / 100,00  |
| 48º                | Aveiro                      |         | Partido Constituinte          | José Dias Ferreira                                        | 98,95 / 100,00  |
| 49º                | Anadia                      |         | Partido Progressista          | José Luciano de Castro                                    | 81,43 / 100,00  |
| 50º                | Cantanhede                  |         | Partido Regenerador           | José Luís Ferreira Freire                                 | 99,93 / 100,00  |
| 51º                | Figueira da Foz             |         | Partido Regenerador           | José Gonçalves Pereira dos Santos                         | 99,93 / 100,00  |
| 52º                | Montemor-o-Velho            |         | Partido Regenerador           | Eugénio de Azevedo                                        | 98,68 / 100,00  |
| 53º                | Soure                       |         | Partido Regenerador           | António de Sousa Pinto de Magalhães                       | 99,31 / 100,00  |
| 54º                | Coimbra                     |         | Partido Regenerador           | Júlio de Vilhena                                          | 98,35 / 100,00  |
| 55º                | Lousã                       |         | Partido Constituinte          | Francisco Vanzeller                                       | 100,00 / 100,00 |
| 56º                | Arganil                     |         | Partido Constituinte          | Manuel Pinheiro Chagas                                    | 67,57 / 100,00  |
| 57º                | Oliveira do Hospital        |         | Partido Regenerador           | João da Costa Brandão e Albuquerque                       | 51,80 / 100,00  |
| 58º                | Penacova                    |         | Partido Regenerador           | Fortunato Vieira das Neves                                | 56,08 / 100,00  |
| 59º                | Santa Comba Dão             |         | Partido Regenerador           | Abílio Eduardo da Costa Lobo                              | 98,15 / 100,00  |
| 60º                | Mangualde                   |         | Partido Regenerador           | Joaquim Augusto Ponces de Carvalho                        | 74,89 / 100,00  |
| 61º                | Viseu                       |         | Partido Progressista          | Francisco de Barros Coelho e Campos                       | 51,41 / 100,00  |
| 62º                | Tondela                     |         | Partido Regenerador           | Miguel Tudela de Sousa Nápoles                            | 99,84 / 100,00  |
| 63º                | Vouzela                     |         | Partido Regenerador           | Alberto António de Morais Carvalho Júnior                 | 62,25 / 100,00  |
| 64º                | São Pedro do Sul            |         | Partido Regenerador           | Manuel Correia de Oliveira                                | 99,85 / 100,00  |
| 65º                | Cinfães                     |         | Partido Regenerador           | Alberto Pimentel                                          | 100,00 / 100,00 |
| 66º                | Lamego                      |         | Partido Regenerador           | Tomás Ribeiro                                             | 99,92 / 100,00  |
| 67º                | Armamar                     |         | Partido Regenerador           | Francisco Gomes Teixeira                                  | 99,77 / 100,00  |
| 68º                | Moimenta da Beira           |         | Partido Regenerador           | José Bernardino de Abreu Gouveia                          | 99,97 / 100,00  |
| 69º                | São João da Pesqueira       |         | Partido Regenerador           | António Inácio da Fonseca                                 | 99,71 / 100,00  |
| 70º                | Pinhel                      |         | Partido Regenerador           | Adriano Emílio de Sousa Carvalheiro                       | Desconhecido    |
| 71º                | Figueira de Castelo Rodrigo |         | Partido Regenerador           | Jerónimo Osório de Castro Cabral de Albuquerque           | 99,40 / 100,00  |
| 72º                | Sabugal                     | Vago    | Vago                          | Vago                                                      | Vago            |
| 73º                | Guarda                      |         | Partido Regenerador           | Artur Amorim Sieuve de Seguier                            | Desconhecido    |
| 74º                | Trancoso                    |         | Partido Regenerador           | Caetano Pereira Sanches de Castro                         | Desconhecido    |
| 75º                | Gouveia                     |         | Partido Regenerador           | José Guedes Brandão de Melo                               | Desconhecido    |
| 76º                | Seia                        |         | Partido Constituinte          | José Maria de Almeida Teixeira de Queiró                  | Desconhecido    |
| 77º                | Covilhã                     |         | Partido Progressista          | Augusto Saraiva de Carvalho                               | Desconhecido    |
| 78º                | Idanha-a-Nova               |         | Partido Constituinte          | João António Franco Frazão                                | Desconhecido    |
| 79º                | Castelo Branco              |         | Partido Regenerador           | Pedro da Silva Martins                                    | Desconhecido    |
| 80º                | Fundão                      |         | Partido Regenerador           | Marçal de Azevedo Pacheco                                 | Desconhecido    |
| 81º                | Sertã                       |         | Partido Regenerador           | Pedro Correia da Silva                                    | Desconhecido    |
| 82º                | Figueiró dos Vinhos         |         | Partido Regenerador           | Francisco Augusto Florido de Mouta e Vasconcelos          | Desconhecido    |
| 83º                | Pombal                      |         | Partido Regenerador           | António José Teixeira                                     | Desconhecido    |
| 84º                | Leiria                      |         | Partido Regenerador           | Adriano Xavier Lopes Vieira                               | Desconhecido    |
| 85º                | Alcobaça                    |         | Partido Regenerador           | Fontes Pereira de Melo                                    | Desconhecido    |
| 86º                | Caldas da Rainha            |         | Partido Regenerador           | Augusto Zeferino Rodrigues                                | Desconhecido    |
| 87º                | Cadaval                     |         | Partido Regenerador           | Frederico Arouca                                          | Desconhecido    |
| 88º                | Alenquer                    |         | Partido Constituinte          | Augusto Frederico Potsch Gomes Peixoto                    | 51,69 / 100,00  |
| 89º                | Torres Vedras               |         | Partido Regenerador           | Luís Alexandre Alfredo Pinto de Sousa Coutinho            | Desconhecido    |
| 90º                | Mafra                       |         | Partido Regenerador           | Tito Augusto de Cravalho                                  | 99,95 / 100,00  |
| 91º                | Sintra                      |         | Partido Regenerador           | Júlio César Pereira de Melo                               | Desconhecido    |
| 92º                | Belém                       |         | Partido Progressista          | Pedro Augusto Franco                                      | Desconhecido    |
| 93º                | Olivais                     |         | Partido Regenerador           | João da Silva Ferrão Castelo Branco                       | Desconhecido    |
| 94º                | Lisboa, 1º                  |         | Partido Regenerador           | Joaquim José Alves                                        | Desconhecido    |
| 95º                | Lisboa, 2º                  |         | Partido Republicano Português | José Elias Garcia                                         | Desconhecido    |
| 96º                | Lisboa, 3º                  |         | Partido Regenerador           | José Gregório da Rosa Araújo                              | Desconhecido    |
| 97º                | Lisboa, 4º                  |         | Partido Regenerador           | Rodrigo Afonso Pequito                                    | Desconhecido    |
| 98º                | Lisboa, 5º                  |         | Partido Regenerador           | Augusto Correia Godinho Ferreira da Costa                 | Desconhecido    |
| 99º                | Almada                      |         | Partido Regenerador           | Jaime Artur da Costa Pinto                                | Desconhecido    |
| 100º               | Aldeia Galega               |         | Partido Regenerador           | José Maria dos Santos                                     | 97,71 / 100,00  |
| 101º               | Setúbal                     |         | Partido Regenerador           | João Ferreira Braga                                       | 81,76 / 100,00  |
| 102º               | Santiago do Cacém           |         | Partido Regenerador           | Miguel Maria Cândido                                      | Desconhecido    |
| 103º               | Golegã                      |         | Partido Regenerador           | Hermano José Amalric Braamcamp Sobral de Melo Breyner     | 100,00 / 100,00 |
| 104º               | Cartaxo                     |         | Partido Regenerador           | José Vaz Monteiro                                         | 99,39 / 100,00  |
| 105º               | Santarém                    |         | Partido Regenerador           | Hermenegildo Gomes da Palma                               | 95,40 / 100,00  |
| 106º               | Torres Novas                |         | Partido Regenerador           | Sebastião de Sousa Dantas Baracho                         | 99,04 / 100,00  |
| 107º               | Tomar                       |         | Partido Regenerador           | António Bernardo da Costa Cabral                          | 78,92 / 100,00  |
| 108º               | Abrantes                    |         | Partido Regenerador           | José Alves Machado                                        | 99,78 / 100,00  |
| 109º               | Nisa                        |         | Partido Regenerador           | Agostinho José Nunes da Silva Fevereiro                   | 100,00 / 100,00 |
| 110º               | Portalegre                  |         | Partido Regenerador           | Augusto Maria da Fonseca Coutinho                         | 50,29 / 100,00  |
| 111º               | Elvas                       |         | Partido Regenerador           | Manuel Joaquim da Silva e Mata                            | 54,24 / 100,00  |
| 112º               | Avis                        |         | Partido Regenerador           | Jorge de Avilez Juzarte de Sousa Tavares                  | 99,73 / 100,00  |
| 113º               | Montemor-o-Novo             |         | Partido Regenerador           | Estêvão António de Oliveira Júnior                        | 99,26 / 100,00  |
| 114º               | Évora                       |         | Partido Regenerador           | José Luís de Saldanha Oliveira e Sousa                    | 99,26 / 100,00  |
| 115º               | Estremoz                    |         | Partido Regenerador           | Manuel Vicente Graça                                      | 98,80 / 100,00  |
| 116º               | Reguengos                   |         | Partido Regenerador           | António Maria Pereira Carrilho                            | 99,51 / 100,00  |
| 117º               | Moura                       |         | Partido Regenerador           | Tristão Guedes Correia de Queirós                         | 79,28 / 100,00  |
| 118º               | Cuba                        |         | Partido Regenerador           | Cipriano Leite Pereira Jardim                             | 99,51 / 100,00  |
| 119º               | Beja                        |         | Partido Regenerador           | José Maria Borges                                         | 72,06 / 100,00  |
| 120º               | Odemira                     |         | Partido Regenerador           | Joaquim António Neves                                     | 99,96 / 100,00  |
| 121º               | Mértola                     |         | Partido Regenerador           | Lourenço Augusto Pereira Malheiro                         | 100,00 / 100,00 |
| 122º               | Vila Real de Santo António  |         | Partido Regenerador           | Agostinho Lúcio e Silva                                   | 99,84 / 100,00  |
| 123º               | Tavira                      |         | Partido Regenerador           | Sebastião Rodrigues Barbosa Centeno                       | 99,87 / 100,00  |
| 124º               | Faro                        |         | Partido Regenerador           | Luís Bívar                                                | 99,87 / 100,00  |
| 125º               | Loulé                       |         | Partido Legitimista           | Ângelo Sárrea de Sousa Prado                              | 99,73 / 100,00  |
| 126º               | Silves                      |         | Partido Regenerador           | José Gregório de Figueiredo Mascarenhas                   | 98,98 / 100,00  |
| 127º               | Lagos                       |         | Partido Regenerador           | João António Pinto                                        | 98,85 / 100,00  |
| 128º               | Funchal                     |         | Partido Regenerador           | Luís de Freitas Branco                                    | 99,60 / 100,00  |
| 129º               | Santa Cruz                  |         | Partido Constituinte          | Manuel José Vieira                                        | 99,94 / 100,00  |
| 130º               | Ponta do Sol                |         | Partido Constituinte          | Luís António Gonçalves de Freitas                         | 99,51 / 100,00  |
| 131º               | Ponta Delgada               |         | Partido Regenerador           | Jacinto Fernandes Gil                                     | 93,66 / 100,00  |
| 132º               | Vila Franca do Campo        |         | Partido Regenerador           | António Augusto de Sousa e Silva                          | 99,77 / 100,00  |
| 133º               | Ribeira Grande              |         | Partido Regenerador           | Ernesto Hintze Ribeiro                                    | 97,17 / 100,00  |
| 134º               | Angra do Heroísmo           |         | Partido Regenerador           | António da Fonseca Carvão Paim da Câmara                  | 99,77 / 100,00  |
| 135º               | Velas                       |         | Partido Regenerador           | Pedro Roberto Dias da Silva                               | 100,00 / 100,00 |
| 136º               | Horta                       |         | Partido Regenerador           | Filipe Augusto de Sousa Carvalho                          | 92,87 / 100,00  |
| 137º               | Lajes                       |         | Partido Regenerador           | Caetano Augusto de Sousa Carvalho                         | 92,87 / 100,00  |
| 138º               | Cabo Verde Sotavento        |         | Partido Regenerador           | Francisco de Paula Gomes Barbosa                          | 99,98 / 100,00  |
| 139º               | Cabo Verde Barlavento       |         | Partido Regenerador           | João de Sousa Machado                                     | 98,68 / 100,00  |
| 140º               | São Tomé                    |         | Partido Regenerador           | Custódio Miguel de Borja                                  | 62,00 / 100,00  |
| 141º               | Luanda, 1º                  |         | Partido Regenerador           | Luís Guedes Coutinho Garrido                              | 92,99 / 100,00  |
| 142º               | Luanda, 2º                  |         | Partido Regenerador           | Augusto Fuschini                                          | 93,94 / 100,00  |
| 143º               | Moçambique                  |         | Partido Regenerador           | Augusto César Ferreira de Mesquita                        | 98,84 / 100,00  |
| 144º               | Quelimane                   |         | Partido Regenerador           | Jacinto Augusto de Freitas Oliveira                       | 99,55 / 100,00  |
| 145º               | Nova Goa                    |         | Partido Regenerador           | António Cândido Gonçalves Crespo                          | 99,74 / 100,00  |
| 146º               | Mapuçá                      |         | Partido Regenerador           | Luís Maria da Câmara                                      | 94,28 / 100,00  |
| 147º               | Margão                      |         | Partido Regenerador           | Augusto de Castilho                                       | 99,41 / 100,00  |
| 148º               | Macau                       |         | Partido Regenerador           | João Eduardo Scarnichia                                   | 73,01 / 100,00  |
| 149º               | Timor                       |         | Partido Progressista          | Mariano de Carvalho                                       | 88,84 / 100,00  |

No círculo eleitoral nº 72, do Sabugal, não foram eleitos deputados por irregularidades na votação. Em 1883, foram repetidas as eleições, que resultaram na vitória de António Justino Bigotte, com 3028 votos, contra 2771 de Francisco Cardoso Azevedo e Sá e 1 de Manuel Garcia de Carvalho. No entanto, devido à alegada falsificação da ata da assembleia eleitoral de Sortelha e pelo documento original estar na posse de António Justino Bigotte, a eleição foi declarada nula.